# Sherlock Holmes e l'incidente a Victoria Road
Sherlock Holmes e l'incidente a Victoria Road  (Sherlock Holmes: Incident at Victoria Falls) è un film per la televisione in due puntate diretto da Bill Corcoran e coprodotto dalla Silvio Berlusconi Communications nel 1992.
Si tratta del secondo dei due film televisivi dove Christopher Lee tornò a vestire i panni di Sherlock Holmes, per la terza e ultima volta, a trent'anni di distanza dal film Sherlock Holmes - La valle del terrore (1962). L'altro film TV è Sherlock Holmes and the Leading Lady (1991).